# Кабачок
Кабачо́к (Cucurbita pepo var. giraumontia) — однолітня однодомна перехреснозапильна з різностатевими квітками рослина родини гарбузових, овочева культура. Має прямостоячі негіллясті пагони. Батьківщина — Центральна Америка.
Рослина теплолюбива, стійкіша до ґрунтової й атмосферної посухи, ніж огірок, при поливі значно підвищує врожайність, скоростигла (досягає технічної спілості за 40-45 діб). Плоди містять білка 0,55%, цукру близько 4%, жирів 0,13%, а також вітаміни З, РР і ін.
Надає перевагу родючим легким ґрунтам. Молоді плоди (зеленці) використовують в їжу після кулінарної обробки — їх варять, фарширують, консервують.

## Різновиди
Кабачок. Різновид гарбуза твердокорого. Форма різна — від округлого до циліндричного. Забарвлення — біле і світло-зелене. Поверхня гладенька і ребриста. У свіжому стані умовно їстівний.
Гарбуз спагеті. Різновид гарбуза твердокорого. Форма овальна до 1,5 кг. Використовують у стиглому стані. Забарвлення жовто-оранжеве. Красиві відварені «макарони».
Кабачок-цукіні. Різновид гарбуза твердокорого. Форма різноманітна — від округлої до циліндричної. Забарвлення жовте, оранжеве, різнокольорове. Використовують подібно до кабачка.
Кабачок-крукнек. Різновид гарбуза твердокорого. Форма «лебедеподібна» (крукнек англійською означає «кривошийка»). Дуже декоративна форма. Забарвлення жовте і оранжеве. Поверхня ребриста і бородавчаста. Використовують подібно до кабачка.

## Історія
Кабачок походить із Південної Америки, зокрема з регіону, що охоплює Мексику. Археологічні знахідки свідчать, що кабачки вирощували там уже понад 10 тисяч років тому. Спочатку люди споживали насіння рослини, оскільки плоди дикого кабачка були гіркими та малопридатними до вживання. Але з часом, через селекцію, вдалося отримати сорти з ніжною м'якоттю, які ми сьогодні знаємо як кабачки.
Коли європейці, відкривши Америку, привезли кабачок до Європи в XVI столітті, він спочатку використовувався як декоративна рослина. Лише через кілька століть він почав активно використовуватися в кулінарії. Італійці першими оцінили смакові якості кабачка та почали його масово вирощувати для їжі, що, ймовірно, і пояснює популярність італійської назви цього овочу – "цукіні".

Сьогодні кабачок — це універсальний овоч, який використовується у багатьох кухнях світу, зокрема в українській. Його цінують за низьку калорійність і високий вміст корисних речовин, а також за те, що його можна готувати багатьма способами: смажити, варити, запікати та навіть їсти сирим у салатах.

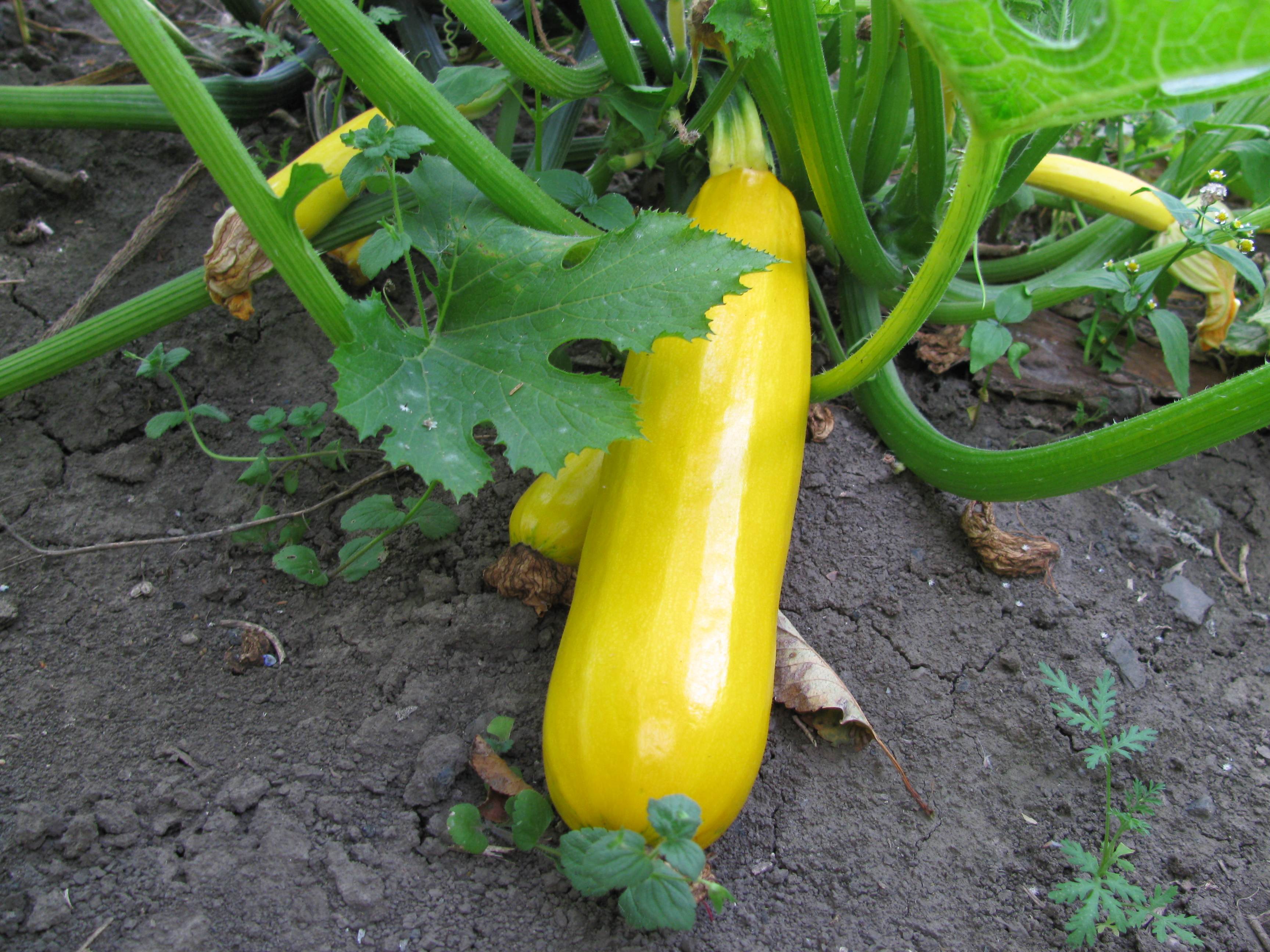
Цукіні жовтий

## Вирощування
Підготовка ґрунту і удобрення під кабачок такі самі, як і під огірок. Вирощувати його можна розсадним і безрозсадним способами. За розсадного способу товарну продукцію одержують на 10-15 днів раніше. Для цього використовують 20-30-денну розсаду. Коли ґрунт прогріється до 14-16°C і мине загроза весняних приморозків (10-20 травня), її висаджують на грядки. Застосовуючи малогабаритні плівкові покриття, рослини можна висаджувати на 5-10 днів раніше. Схема висаджування 70х70 або 90х90 см, у гнізді розміщують по 1-2 рослини. Глибина висаджування рослин — до сім'ядолей.
На грядки насіння висівають, коли температура ґрунту на глибині 10-12 см досягне 12-14°С. Спосіб сівби — квадратно-гніздовий (70х70 або 90х90 см). У гніздо висівають по 2-3 насінини. Якщо у ґрунті є дротяник, норму висіву збільшують (5-6 насінин у гнізді). Глибина загортання насіння — 4-6 см. На дружність проростання насіння позитивно впливає мульчування гнізд перегноєм, оскільки під мульчею ґрунт краще прогрівається, зберігається волога і не утворюється кірка.
Догляд за рослинами полягає в систематичному розпушуванні міжрядь, виполюванні бур'янів у гніздах і боротьбі з хворобами та шкідниками (як на огірку). У фазі утворення першого справжнього листка рослини проривають (вищипують). У гнізді залишають по 1-2 рослини, що найкраще розвинулися. У фазі сім'ядолей рослини можна пересаджувати з грудкою землі. Розпушувати ґрунт доцільніше після дощу або поливів. У південних районах України кабачок поливають 8-10 разів, у Лісостепу — 3-4, на Поліссі і в західних областях — 1-2 рази залежно від погодних умов. Поливна норма становить 35-5 л/м².
Плоди кабачка збирають регулярно, коли вони досягнуть технічної стиглості (довжина 14-16 см, товщина 7-10 см). У цей період вони мають ніжну і дещо клейку шкірку та недорозвинене насіння. Плоди з твердою шкіркою непридатні для використання. Урожай збирають переважно 2 рази на тиждень. Під час збирання стежать, щоб на рослинах не залишити перезрілих плодів і не пошкоджувати стебел та листків. При запізненні зі збиранням плоди переростають і втрачають товарну якість, продуктивність рослин знижується.